# Joey Richter

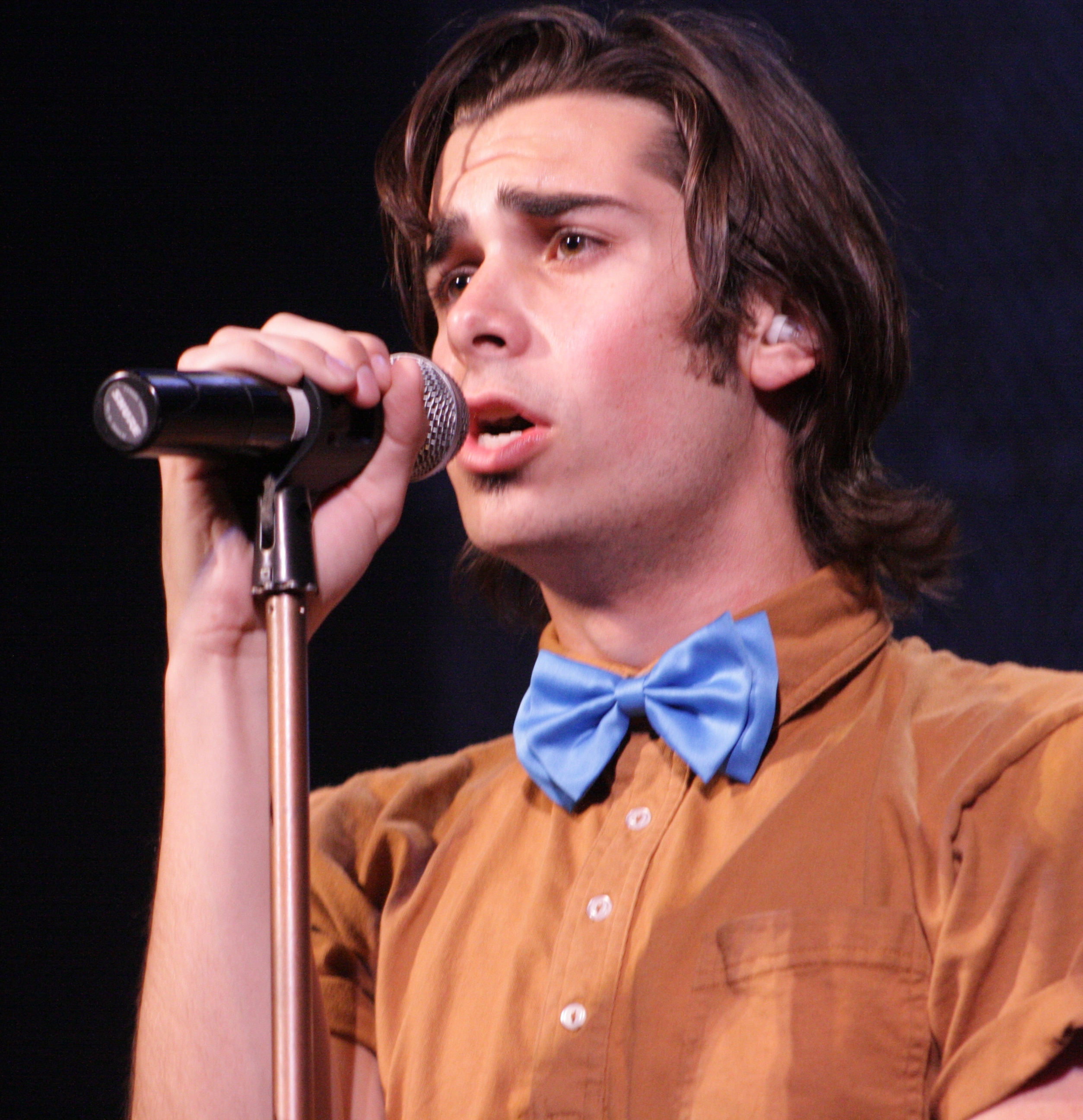
Joey Richter bei einem Konzert der Apocalyptour mit StarKid Productions

Joseph Michael „Joey“ Richter (* 31. Juli 1989 in Laguna Niguel, Kalifornien) ist ein US-amerikanischer Schauspieler und Sänger. Bekannt wurde er ab 2009 als Hauptdarsteller in mehreren Musicals der Theatergruppe StarKid Productions. Seitdem hat er in mehreren Fernsehserien und Theaterproduktionen mitgespielt.

## Karriere
Richter wuchs in Laguna Niguel in Kalifornien auf. Seine erste bekannte Rolle war die des Ron Weasley in StarKids sehr bekannter Fan-Parodie A Very Potter Musical. Diese Hauptrolle übernahm er auch 2010 und 2012 wieder in A Very Potter Sequel und A Very Potter Senior Year. Er spielte noch in sechs weiteren StarKid-Musicals eine Hauptrolle, und zwar 2009 eine fiktionalisierte Version seiner selbst in Me And My Dick, Bug in Starship (2011), McDoon und andere in The Trail to Oregon! und Grunt in Firebringer. Zusätzlich spielte er 2018 in The Guy Who Didn’t Like Musicals und 2019 in der Fortsetzung Black Friday. Mit StarKid ging er dreimal auf Nordamerikatournee, nämlich 2011 in The SPACE Tour, 2012 in Apocalyptour und 2022 in The Jangle Ball Tour. StarKids Musicals sind auf YouTube veröffentlicht worden.
2010 spielte Joey Richter die Hauptrolle im Independent-Kurzfilm Camp Chapel. Von 2011 bis 2012 spielte er mit StarKid-Kollege Joe Walker in der YouTube-Webserie Tasty Tests mit, um Red Vines, eine Süßigkeit aus roter Lakritze, zu bewerben. 2012 war er in einer Sprechrolle im südafrikanischen Animationsfilm Khumba – Das Zebra ohne Streifen am Popo zu hören und bekam eine wiederkehrende Rolle in der Sitcom Jessie, die er bis 2013 viermal verkörperte. Ursprünglich hatte Richter für die Hauptrolle des Tony vorgesprochen, wurde jedoch abgelehnt. Die Tochter des Regisseurs, die Fan von StarKid war, überzeugte diesen jedoch, ihn als Officer Petey zu casten.
2013 bzw. 2014 hatte Richter Cameoauftritte in Glee (Folge 4x11) und Die Legende von Korra (Folge 3x08). Durch seine StarKid-Rollen und Auftritte in Internetproduktionen wie School of Thrones (2013), I Ship It (2014) und Muzzled the Musical (2015) erlangte er Bekanntheit im Internet. Von 2015 bis 2016 spielte Joey Richter in drei Episoden die wiederkehrende Rolle des Time Jerker in der Superhelden-Sitcom Henry Danger. Ebenfalls 2015 hatte er die Hauptrolle in einer Pilotfolge der Nickelodeon-Serie Genie in a Bikini inne.
Zusammen mit Brian Rosenthal und Corey Lubowich gründete Richter die Theater- und Musicalgruppe Tin Can Bros, in dessen Produktionen er stets eine Hauptrolle spielte, so etwa 2016 in Los Angeles im Musical Spies Are Forever. Außerdem spielte er Ernest Hemingway in allen elf Episoden der bekannten Youtube-Serie Edgar Allan Poe's Murder Mystery Dinner Party, die fast ausschließlich mit bekannten Internetschauspielern besetzt wurde. 2017 übernahm er mehrere Stimmrollen im Videospiel Horizon Zero Dawn sowie der Erweiterung The Frozen Wilds. 
2011 erwarb Richter seinen Abschluss an der University of Michigan, wo StarKid gegründet wurde. Er wohnte zwischenzeitlich sowohl mit Darren Criss als auch Brian Rosenthal zusammen, beide waren ebenfalls Mitglied bei StarKid.

## Theater
- 2009: A Very Potter Musical[4] (StarKid-Produktion, als Ron Weasley)
- 2009: Me and My Dick[5] (StarKid-Produktion, Hauptrolle als Joey Richter)
- 2010: A Very Potter Sequel[6] (StarKid-Produktion, als Ron Weasley)
- 2011: Starship[7] (StarKid-Produktion im Hoover-Leppen-Theater in Chicago, Hauptrolle als Bug)
- 2012: A Very Potter Senior Year[8] (StarKid-Produktion im Hilton Chicago, als Ron Weasley)
- 2014: The Trail to Oregon![9] (StarKid-Produktion in Chicago, als McDoon, Ochse und weitere)
- 2016: Spies Are Forever[10] (Produktion der Tin Can Brothers in Los Angeles, als Owen Carvour, Sergio Sanchez und Vanger Borschtit, auch Autor)
- 2016: Firebringer[11] (StarKid-Produktion in Chicago, als Grunt)
- 2018: The Guy Who Didn't Like Musicals (StarKid-Produktion in Los Angeles, als Ted)
- 2019: Black Friday (StarKid-Produktion in Los Angeles, als Uncle Wiley)

## Filmografie

### Serien
- 2012–2013: Jessie (4 Episoden, als Officer Peter)
- 2013: Glee (Episode 4x11)
- 2013: Mad (Stimmrolle als Beast/Kendall Knight)
- 2014: Monsters vs. Aliens (Stimmrolle als Jace Lovins)
- 2014: Die Legende von Korra (The Legend of Korra, Episode 3x08, Stimmrolle als Hong Li)
- 2015–2016: Henry Danger (3 Episoden, als Time Jerker)
- 2016: I Ship It (2 Episoden, als Sean)

### Filme
- 2011: Extremely Decent (Fernsehfilm, als Tad)
- 2012: Khumba – Das Zebra ohne Streifen am Popo (Khumba, Stimme von Themba)
- 2014: Das Schicksal ist ein mieser Verräter (The Fault in Our Stars, Stimmrolle)
- 2015: Genie in a Bikini (Fernsehfilm, als Matt)
- 2015: Margos Spuren (Paper Towns, Stimmrolle)
- 2015: Monkey King – Hero is Back (Xi you ji zhi da sheng gui lai, als Synchronsprecher des Affenkönigs)
- 2017: Non-Transferable

### Kurzfilme
- 2010: Camp Chapel (als Alex Wilcott)
- 2014: Manly (Stimmrolle als Nimbus/Zealot)
- 2014: I Ship It (als Peter)
- 2015: We’re Working On It (als Joey)
- 2016: Flop Stoppers (als Spencer, auch Autor und Produzent)
- 2017: The Case of the Gilded Lily (als Dash Gunfire)
- 2018: American Whoopee (als Brooks Sousaphone)
- 2018: Neil (Stimmrolle)

### Internet
- 2011–2012: Tasty Tests (Hauptrolle als er selbst)
- 2013: School of Thrones (als Theon Greyjoy)
- 2014: I Ship It (als Peter)
- 2015: Muzzled the Musical (als Krampus)
- 2016: Inside the Extras Studio (als KC McGregor)
- 2016: Edgar Allan Poe's Murder Mystery Dinner Party (11 Episoden, als Ernest Hemingway)
- 2016: That Summer (als Rob)
- 2017: Movies, Musicals & Me (als Barry Maplethorpe)
- 2018: Princess Rap Battle: Dorothy vs Alice (als Vogelscheuche)
- 2020: Wayward Guide for the Untrained Eye (als Crispin Lynch)
- 2020: Headless: A Sleepy Hollow Story (als Tripp)